# Agathosma
Genre
Synonymes
- Barosma Willd.
- Hartogia L.
- Parapetalifera J. C. Wendl.

Agathosma est un genre d'environ 135 espèces de plantes à fleurs de la famille des Rutacées, originaire de la partie sud de l'Afrique. 
Ce sont de petits arbustes à tiges ligneuses dressées atteignant 30 cm à 1 m de haut, mais à croissance lente et à forme rampante chez certaines espèces. Les feuilles sont généralement opposées, éricoïdes (ressemblant aux feuilles de bruyères), souvent abondantes, simples, entières, de 0,5 à 3,5 cm de long. Les fleurs, regroupées en grappes terminales, mesurent de 0,7 à 2 cm de diamètre, avec cinq pétales blanc, rose, rouge ou pourpre.
Beaucoup d'espèces sont très aromatiques et le nom du genre signifie «bonne odeur». Certaines espèces sont utilisées comme remèdes traditionnels en Afrique.

## Liste d'espèces
Selon ITIS :
- Agathosma betulina (Bergius) Pill.
- Agathosma crenulata (L.) Pill.
- Agathosma serratifolia (Curtis) Spreeth

## Espèces sélectionnées
| - Agathosma abrupta - Agathosma acocksii - Agathosma acutissima - Agathosma adenandriflora - Agathosma adnata - Agathosma aemula - Agathosma affinis - Agathosma alaris - Agathosma alligans - Agathosma alpina - Agathosma alticola - Agathosma anomala - Agathosma apiculata - Agathosma asperifolia - Agathosma barnesiae - Agathosma bathii - Agathosma betulina - Agathosma bicolor - Agathosma bicornuta - Agathosma bifida - Agathosma bisulca - Agathosma blaerioides - Agathosma bodkinii - Agathosma capensis - Agathosma capitata - Agathosma cedrimontana - Agathosma cephalodes - Agathosma cerefolium - Agathosma ciliaris - Agathosma ciliata - Agathosma clavisepala - Agathosma collina - Agathosma concava - Agathosma conferta - Agathosma cordifolia - Agathosma corymbosa - Agathosma craspedota - Agathosma crassifolia - Agathosma crenulata - Agathosma decurrens - Agathosma dentata - Agathosma dielsiana - Agathosma distans - Agathosma divaricata - Agathosma dregeana - Agathosma elata - Agathosma elegans - Agathosma eriantha - Agathosma esterhuyseniae - Agathosma florida - Agathosma florulenta - Agathosma foetidissima - Agathosma foleyana - Agathosma fraudulenta - Agathosma geniculata - Agathosma giftbergensis - Agathosma glabrata - Agathosma glandulosa - Agathosma gnidiiflora - Agathosma gonaquensis - Agathosma hirsuta - Agathosma hirta - Agathosma hispida - Agathosma hookeri - Agathosma humilis - Agathosma imbricata - Agathosma insignis - Agathosma involucrata - Agathosma joubertiana - Agathosma juniperifolia | - Agathosma kougaense - Agathosma krakadouwensis - Agathosma lanceolata - Agathosma lancifolia - Agathosma latipetala - Agathosma leptospermoides - Agathosma linifolia - Agathosma longicornu - Agathosma marifolia - Agathosma marlothii - Agathosma martiana - Agathosma microcalyx - Agathosma microcarpa - Agathosma minuta - Agathosma mirabilis - Agathosma mucronulata - Agathosma muirii - Agathosma mundtii - Agathosma namaquensis - Agathosma odoratissima - Agathosma orbicularis - Agathosma ovalifolia - Agathosma ovata - Agathosma pallens - Agathosma pattisoniae - Agathosma peglerae - Agathosma pentachotoma - Agathosma phillipsii - Agathosma pilifera - Agathosma planifolia - Agathosma propinqua - Agathosma puberula - Agathosma pubigera - Agathosma pulchella - Agathosma pungens - Agathosma purpurea - Agathosma recurvifolia - Agathosma rehmanniana - Agathosma riversdalensis - Agathosma robusta - Agathosma roodebergensis - Agathosma rosmarinifolia - Agathosma rubricaulis - Agathosma rudolphii - Agathosma sabulosa - Agathosma salina - Agathosma scaberula - Agathosma sedifolia - Agathosma serpyllacea - Agathosma serratifolia - Agathosma sladeniana - Agathosma spinescens - Agathosma spinosa - Agathosma squamosa - Agathosma stenopetala - Agathosma stenosepala - Agathosma stilbeoides - Agathosma stipitata - Agathosma stokoei - Agathosma subteretifolia - Agathosma tabularis - Agathosma thymifolia - Agathosma trichocarpa - Agathosma tulbaghensis - Agathosma umbonata - Agathosma unicarpellata - Agathosma venusta - Agathosma virgata - Agathosma zwartbergense |